# Camille Grammer
Camille Meyer (née Donatacci) est une personnalité de la télévision américaine, notamment connue pour être la vedette de Les Real Housewives de Beverly Hills. Elle a commencé sa carrière comme danseuse, mannequin, comédienne et a travaillé comme producteur et scénariste pour la société de production Grammnet Productions.

## Enfance
Née à Newport Beach en Californie, Camille Grammer grandit au sein d'une famille de classe moyenne dans le New Jersey. Son père est conseiller financier et travaille encore à New York. Camille Grammer étudie la littérature anglaise au Montclair State College, toujours dans le New Jersey, mais suit également des cours à la New York University ainsi qu'à la UCLA School of Theater, Film and Television (en).

## Vie privée
Camille Donatacci rencontre l’acteur Kelsey Grammer en 1996, ils se marient à Malibu en Californie en 1997. Ils ont deux enfants, une fille Mason Olivia et un garçon Jude Gordon, nés tous les deux par mère porteuse. Le couple divorce le 10 février 2011.
Camille Grammer annonce ses fiançailles avec David Meyer en octobre 2017 et se marie un an plus tard à Hawaii.
Sa maison de Malibu a été détruite lors de l’incendie meurtrier de Woolsey en 2018. 

## Carrière
Camille Grammer commence sa carrière comme danseuse dans les années 1980 pour le Club MTV, ainsi qu'à la Tavern on the Green (en) à New York. Elle apparait dans plusieurs vidéoclips dont Give It All You Got de Rights of The Accused, The Party Stars Now! de Manitoba's Wild Kingdom et Back to the Grill Again de MC Serch. Dans les années 1990, elle commence une carrière de mannequin et d'actrice, posant pour Playboy et apparaissant brièvement dans Frasier.
Camille Grammer détient la moitié de Grammnet Productions, qui a produit un certain nombre d'émissions de télévision à partir de la fin des années 1990 et des années 2010, y compris Girlfriends, Medium ou The Game. Au sein de la société de production, Camille Grammer  travaille en tant que créatrice, scénariste et producteur exécutif,,.
Depuis 2010, Camille Grammer est la vedette des Real Housewives de Beverly Hills, ce qui lui a notamment coûté un divorce très médiatisé après l'adultère de Kelsey Grammer. L'épisode, dans lequel elle l'a annoncé, est d'ailleurs un succès d'audimat.
Camille Grammer n'est pas de retour pour la saison 3 des Real Housewives de Beverly Hills, pour des raisons personnelles. En mai 2012, elle annonce qu'elle apparaitra en tant qu'« amie » des Real Housewives.  Bien qu’elle ne soit plus membre principal de la distribution de la série, elle est apparue en tant que membre de la distribution à temps partiel et en tant qu’invitée dans plusieurs saisons depuis.